# مسجد مسالك الجنان
مسجد مسالك الجنان، هو مسجد بني في العاصمة داكار بجمهورية السنغال ويعد أكبر مسجد في غرب أفريقيا. افتتحه رئيس السنغال ماكي سال في 27 سبتمبر 2019م، وبلغت تكلفة بنائه 30 مليون يورو.

## نبذة
أُخذ اسم المسجد من عنوان كتاب يعد من أهم مؤلفات الشيخ أحمد بمبا، زعيم الطريقة «المريدية» بالسنغال، وقد استغرق بناؤه سبع سنوات، وتبلغ المساحة التي بني عليها 6 هكتارات، ويتسع لـ10 آلاف مصل في الداخل، و 20 ألفا في الفناء. 